# Renaldo Cephas
Renaldo Cephas (Kingston, 8 de diciembre de 1999) es un futbolista jamaicano que juega en la demarcación de extremo para el F. C. Pari Nizhniy Novgorod de la Liga Premier de Rusia.

## Selección nacional
El 8 de septiembre de 2023 hizo su debut con la selección de Jamaica en un partido de la Liga de Naciones de la Concacaf 2023-24 contra Honduras que finalizó con un resultado de 1-0 a favor del combinado jamaicano tras el gol de Demarai Gray.

### Participaciones en Copas América
| Torneo            | Sede           | Resultado    | Partidos | Goles |
| ----------------- | -------------- | ------------ | -------- | ----- |
| Copa América 2024 | Estados Unidos | Primera fase | 3        | 0     |

## Clubes
| Club                        | País                | Año       | Partidos | Goles |
| --------------------------- | ------------------- | --------- | -------- | ----- |
| Arnett Gardens FC           | Jamaica             | 2019-2022 | 37       | 12    |
| KF Shkupi                   | Macedonia del Norte | 2022-2023 | 40       | 16    |
| MKE Ankaragücü              | Turquía             | 2023-2025 | 67       | 14    |
| F. C. Pari Nizhniy Novgorod | Rusia               | 2025-     |          |       |